# Discographie des Crystal Fighters
La discographie du groupe anglo-espagnol de musique électronique Crystal Fighters est composée d'un album studio, de 5 singles ainsi que de 5 clips vidéo.
Leur premier album studio Star of Love est sorti en octobre 2010.

## Albums
Studio albums
| Titre        | Détails                                                                            | Meilleure position | Meilleure position | Meilleure position | Meilleure position   |
| Titre        | Détails                                                                            | UK Dance           | UK Indie           | Belgique Ultratop  | Belgique Heatseekers |
| ------------ | ---------------------------------------------------------------------------------- | ------------------ | ------------------ | ------------------ | -------------------- |
| Star of Love | - Sortie : 4 octobre 2010 - Label : Zirkulo - Formats : CD, téléchargement digital | 10                 | 16                 | 89                 | 6                    |

## Singles
| Single                                                             | Année              | Meilleure position | Meilleure position            | Meilleure position            | Meilleure position | Meilleure position | Meilleure position          | Meilleure position | Album        |
| Single                                                             | Année              | NME Singles        | Belgique (FR) Top 50 Ultratop | Belgique (NL) Top 50 Ultratop | Dutch Top 40       | Single Top 100     | Dutch téléchargement Top 50 | France SNEP        | Album        |
| ------------------------------------------------------------------ | ------------------ | ------------------ | ----------------------------- | ----------------------------- | ------------------ | ------------------ | --------------------------- | ------------------ | ------------ |
| In The Summer                                                      | 2010               | 40                 | —                             | —                             | —                  | —                  | —                           | —                  | Star of Love |
| Swallow                                                            | 2010               | 27                 | —                             | —                             | —                  | —                  | —                           | —                  | Star of Love |
| Follow, (Single avec double face A avec Swallow)                   | 2010 / 2011 / 2012 | 22                 | 20                            | —                             | —                  | —                  | —                           | 40                 | Star of Love |
| At Home,                                                           | 2011               | —                  | 24                            | 45                            | —                  | —                  | —                           | —                  | Star of Love |
| Plage,                                                             | 2011               | —                  | —                             | —                             | 12                 | 9                  | 9                           | —                  | Star of Love |
| "—" signifie que le single n'est pas sorti ou classé dans le pays. |                    |                    |                               |                               |                    |                    |                             |                    |              |

## Clips vidéo
| Année | Vidéo         | Réalisateur(s)   |
| ----- | ------------- | ---------------- |
| 2010  | Xtatic Truth  | James Spencer    |
| 2010  | I Love London | Martin Zahringer |
| 2010  | In The Summer | Tobias Stretch   |
| 2010  | Swallow       | Tobias Stretch   |
| 2010  | Follow        | Ian Pons Jewell  |
| 2011  | At Home       | Ferry Gouw       |
| 2011  | Plage         |                  |

## Remixes et apparitions
| - 80Kidz – This Is My Works - "I Love London" (80Kidz Remix) - Annie Mac – Annie Mac Presents - "Xtatic Truth" - I Love London EP - I Love London (80kidz REMIX) - I Love London (Brackles Remix) - I Love London (Lorcan Mak Remix) - I Love London (Qoso Remix) - I Love London (In Flagranti Dub) - I Love London (Matt Walsh & Alex Jones's Met Police Re-Think) - I Love London (Delta Heavy Remix) - Kitsuné Maison Compilation 7 - "Xtatic Truth (Xtra Loud Mix) - Kitsuné Maison Compilation 8 - I Love London - Kitsuné Remixes Album #2 - Xtatic Truth (Renaissance Man Remix) - Rob Da Bank – Bestival '09 - "Xtatic Truth (L-VIS 1990 Mix) - Trax Sampler 130 - I Love London (Lorcan Mak Remix) - Xtatic Truth (single) - Xtatic Truth (Maybb Remix) - Xtatic Truth (Magistrates Remix) - 'Xtatic Truth (Renaissance Man Remix) - Xtatic Truth (Last Japan Remix) - Xtatic Truth Remixes EP2 - Xtatic Truth (Arcade Remix) - Xtatic Truth (L-VIS 1990 Remix) - Xtatic Truth (Radioproof's Fighting Talk Mix) - Xtatic Truth (Tomoki & Nono Remix) - Xtatic Truth (Micromattic Remix) - Xtatic Truth Remixes EP3 - "Xtatic Truth (Totally Enormous Extinct Dinosaurs Remix) - Xtatic Truth (Douster Remix Radio Edit) - Xtatic Truth (Kukuxu sees the Xtatic Truth) - Xtatic Truth (Kitch 'n Sync Mix) - Xtatic Truth (Beesemyer Remix) - Xtatic Truth (PHOTOMACHINE Dub remix) - Xtatic Truth (Chesus and Rodski RMX) | - DJ P.O.L. Style – Presents Keep Watch Vol. XVIII - Crystal Fighters vs. DJ Pied Piper – I Love London (Brackles Remix) vs. Do You Really Like It? - Follow / Swallow EP1 - Follow (Radio Mix) - Swallow (Radio Edit) - Follow (Diskjokke Mix) - Follow (Consequence Mix) - Follow (D/R/U/G/S/ Inner Galaxy Mix) - Follow (Jay Weed Mix) - Follow (Spieltrieb Mix) - Follow / Swallow EP2 - Swallow (Funtcase Mix) - Swallow (Angger Dimas Remix) - Swallow (Angger Dimas Dubstep Remix) - Swallow (Ruckspin Mix) - Follow (Roksonix Mix) - Follow (Out One Mix) - Follow (LOL Boys Mix) - Gildas & Masaya – Tokyo - I Love London" (In Flagranti Dub) - In The Summer EP1 - In The Summer (dBridge Mix) - In The Summer (Sepalcure Dub) - In The Summer (Shortstuff Remix) - In The Summer (Tek-One Remix) - In The Summer (Telepathe Remix) - In The Summer (Canblaster Remix) - In The Summer EP2 - In The Summer (Brookes Brothers Remix) - In The Summer (Brookes Brothers Radio Edit) - In The Summer (SRC Mix) - In The Summer (French Fries Mix) - In The Summer (Malente & Dex Dub) - ' 'In The Summer EP3 - "In The Summer (Abyssalo Remix by Gohan) - "In The Summer (Picture House's 'Summer In The Balearics' Mix) - "In The Summer (Streetlife DJs Remix) - "In The Summer (Genuine Guy Remix) - Kitsuné Remixes Album #3 - I Love London (80Kidz Remix) - Oneman – Rinse : 11 - I Love London (Brackles Remix) - Plus Ultra – Autonomic Podcast Layer 12 - Follow (Consequence Remix) - Sound Pellegrino Thermal Team – The Sound Pellegrino Podcast Episode 4 - Follow (Out One Remix) - Un Automne 2010 - Swallow | - At Home EP - "At Home" (Radio Edit) - "At Home" (Disclosure Mix) - "At Home" (Berou & Canblaster Mix) - "At Home" (Fusty Delight Mix) - "At Home" (Pony Pony Run Run Mix) - "At Home" (Kelley Polar Different Trains to Paradise Mix) - "At Home" (E. Russell Mix) - "At Home" (Mistabishi Mix) - "At Home" (Twiggy and TruFix Remix) - Día de la música 2011 - "Fiesta de los maniquíes" - "Plage" (single) - "Plage" (Trev's Analog-Funk Mix) - "Plage" (Auntie Flo Mix) - Plage EP - "Plage" (Radio Edit) - "Plage" (Hackman Mix) - "Plage" (Dauwd Mix) - "Plage" (Radioproof Mix) - "Plage" (Lapalux Mix) - "Plage" (Compuphonic Mix) - Radio 538 - Hitzone 58 - "Plage" - Sound Pellegrino Thermal Team – The Sound Pellegrino Podcast Episode 9 - "At Home" (Berou & Canblaster Remix) - Tsugi Bonus Digital : Tsugi 38 - I Do This Everyday - At Home - (Hermanos Inglesos remix dub) - "At Home" - (Hidden Cat Remix) - At Home - (Kido Yoji Remix) - At Home - (Scuola Furano remix dub) - At Home - (Tete De Tigre remix) - I Love London" (Femme En Fourrure Remix) - "I Love London" (Goldierocks Remix) - "I Love London" (Highbloo Remix) - "I Love London" (Jocks' Dawn in Dalston Mix) - "I Love London" (KiD COLA Remix) - "I Love London" (Paparazzi Remix) - "I Love London" (Unreleased Edit) |

### Autres remixes
- Master Shortie - Dance Like A White Boy
- The Wombats - Jump Into The Fog
- CSS - Let's Reggae All Night
- Erik Hassle - Don't Bring Flowers
- Magic Wands - Black Magic[48]
- MIT - Rauch
- Pony Pony Run Run - Hey You
- Two Door Cinema Club - I Can Talk
- Alex Winston - Velvet Elvis
- Vadoinmessico - Teeo

### Mixtapes
- Feast of Aurora
- Pop Espanol (Rough Trade exclusive CD)
- Que Vasco Eres
- Online Mixtape
- Radio Mix for Kitsuné (Broadcast on Le Mouv)
- Kiss FM Minimix (Broadcast by Loose Cannons Kiss 100 FM)
- Online Mixtape[49]
- Dreams of Disco Mixtape[50]